# Метаморфоза (зоология)
Вижте пояснителната страница за други значения на Метаморфоза.
Метаморфо̀за (в зоологията) – физиологичен процес на дълбоко и съществено изменение на строежа на организма в хода на индивидуалното му развитие. При него организмът се превръща от една форма (ларва) в друга (възрастна форма, имаго). Това физиологично изменение е съпроводено и с промяна в начина на живот.

## Метаморфоза при насекоми
След активен живот на хранене и растеж, чрез серия от събличания ларвата навлиза в стадий на привиден покой, наречен какавида. Той протича в пашкул. Макар че какавидата е неподвижна, в нея се извършват редица процеси. Освен нервната система и няколко малки групи от клетки, всички органи се разпадат чрез фагоцитоза и се превръщат в течна маса. От групите клетки се образуват органите на възрастния организъм – имаго, като клетките се делят и диференцират, използвайки за храна разтворените тъкани на ларвата. Когато тялото на имагото се изгради и външните условия позволяват, насекомото излиза от пашкула като възрастен индивид. Измененията, които претърпява ларвата при превръщане в имаго, имат приспособителен характер, представляват подготовка за бъдещия ѝ живот.
- Гъсеница
- Какавида
- Пашкул
- Пеперуда

## Метаморфоза при земноводни
- Яйца на жаба
- Ларва
- Млада жаба
- Жаба